# Dotzena nit
La dotzena nit (també coneguda com a vigília de l'epifania) és un festival d'algunes branques del cristianisme que es celebra la darrera nit dels dotze dies de nadal, marcant l'arribada de l'epifania. Diferents tradicions marquen la data de la Nit de Reis com el 5 de gener o el 6 de gener, depenent de si el recompte comença el dia de Nadal o el 26 de desembre.
Una superstició en alguns països de parla anglesa suggereix que porta mala sort deixar penjades les decoracions nadalenques després de la Nit de Reis, una tradició també vinculada de manera diversa a les festes de la Candelera (2 de febrer), Divendres Sant, Dimarts de Carnaval i Septuagèsima. Altres costums populars inclouen menjar tortell de reis, cantar nadales, marcar la porta amb guix, beneir la casa, alegrar-se i assistir a missa.

## Data
En moltes tradicions eclesiàstiques occidentals, el dia de Nadal es considera el "primer dia de Nadal" i els dotze dies són del 25 de desembre al 5 de gener, inclòs, fent la nit de Reis el 5 de gener, que és la vigília de l'Epifania. En algunes tradicions els Dotze Dies de Nadal es compten des de la posta del sol el 25 de desembre al vespre fins al matí del 6 de gener, el que significa que la nit de Reis cau el 5 de gener al vespre i el dia de Reis cau el 6 de gener.
No obstant això, en algunes tradicions eclesiàstiques només es compten els dies complets, de manera que el 5 de gener es compta com a onzè dia, el 6 de gener com a dotzè dia i el vespre del 6 de gener es compta com a dotzena nit. En aquestes tradicions, la nit de Reis és el mateix que l'Epifania. No obstant això, alguns, com l'Església d'Anglaterra, consideren que la Nit de Reis és la vigília del dia 12 (de la mateixa manera que la Nit de Nadal arriba abans de Nadal) i, per tant, consideren que la Nit de Reis és el 5 de gener La dificultat pot venir. de l'ús de les paraules "vigília" que es defineix com "el dia o el vespre abans d'un esdeveniment", tanmateix, especialment en un ús antiquat es podria utilitzar per significar simplement "vespre".

## Orígens i història

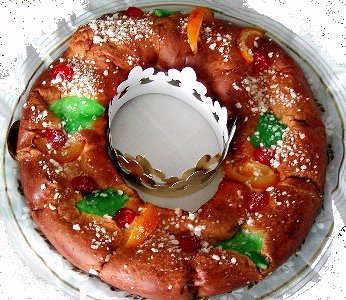
Un tortell de reis.
Fan aprox.50cm de diàmetre, per a 8 persones. Aquest pastís és només un dels molts tipus que es couen arreu del món per a les celebracions durant els Dotze Dies de Nadal i la Nit de Reis.

L'any 567 al Concili de Tours es "proclamà els dotze dies des de Nadal fins a l'Epifania com a temps sagrat i festiu, i va establir el deure del dejuni d'advent en preparació de la festa". Christopher Hill, així com William J. Federer, afirma que això es va fer per tal de resoldre el "problema administratiu de l'Imperi Romà ja que intentava coordinar el calendari julià solar amb els calendaris lunars de les seves províncies a l'est".
A l'Anglaterra medieval i Tudor, la Candelera va marcar tradicionalment el final de la temporada de Nadal, encara que més tard, la nit de Reis va arribar a assenyalar el final de la festa de Nadal, amb una nova, però relacionada, temporada de l'Epifanítida fins a la Candelera. Una tradició popular de la Nit de Reis era tenir una mongeta i un pèsol amagats dins d'un tortell de Reis ; "l'home que troba la mongeta al seu troç de tortell es converteix en rei per a la nit, mentre que la dama que troba un pèsol es converteix en reina per a la nit". Després d'aquesta selecció, les festes de la Nit de Reis continuen i inclouen el cant de nadales, a més d'un banquet.

### Tradicions
El menjar i la beguda són el centre de les celebracions en l'època moderna, i totes les més tradicionals es remunten a molts segles enrere. Arreu del món, es couen pastissos especials, com el tortell i el pastís de rei, la nit de Reis, i es mengen l'endemà per a les celebracions de la festa de l'epifania. En el costum anglès i francès, el pastís de dotzena es cuinava per contenir una mongeta i un pèsol, de manera que els que rebien els talls que els contenien havien de ser designats respectivament rei i reina de la festa de la nit.
A Catalunya la Nit de Reis s'anomena Cavalcada de Reis, i històricament els "reis" passaven per pobles i repartien dolços.
A Irlanda encara és tradició col·locar les estàtues dels Reis al pessebre la nit de Reis o, a tot tardar, l'endemà, el Nadal.
A Espanya, la nit de reis s'anomena cabalgata de reyes (desfilada de reis).

### Supressió
La nit de Reis als Països Baixos es va tornar tan secularitzada i bulliciosa que es van prohibir les celebracions públiques a l'església.

### Antiga Nit de Reis
En alguns llocs, particularment al sud-oest d'Anglaterra, l'Old Twelfth Night encara se celebra el 17 de gener. Així continua el costum de l'Apple Wassail en la data que corresponia al 6 de gener del calendari julià en el moment del canvi de calendaris promulgat per la Llei del calendari de 1750.